# Allium drepanophyllum
Allium drepanophyllum är en amaryllisväxtart som beskrevs av Aleksei Ivanovich Vvedensky. Allium drepanophyllum ingår i släktet lökar, och familjen amaryllisväxter. Inga underarter finns listade i Catalogue of Life.